# Benson Stanley
Pour les articles homonymes, voir Stanley.

a Compétitions nationales et continentales officielles uniquement.

b Matchs officiels uniquement.
Dernière mise à jour le 22 juin 2020.
Benson Joel Williams Stanley, né le 11 septembre 1984 à Wollongong, est un joueur international néo-zélandais de rugby à XV qui évolue au poste de centre ou d'ailier.

## Biographie

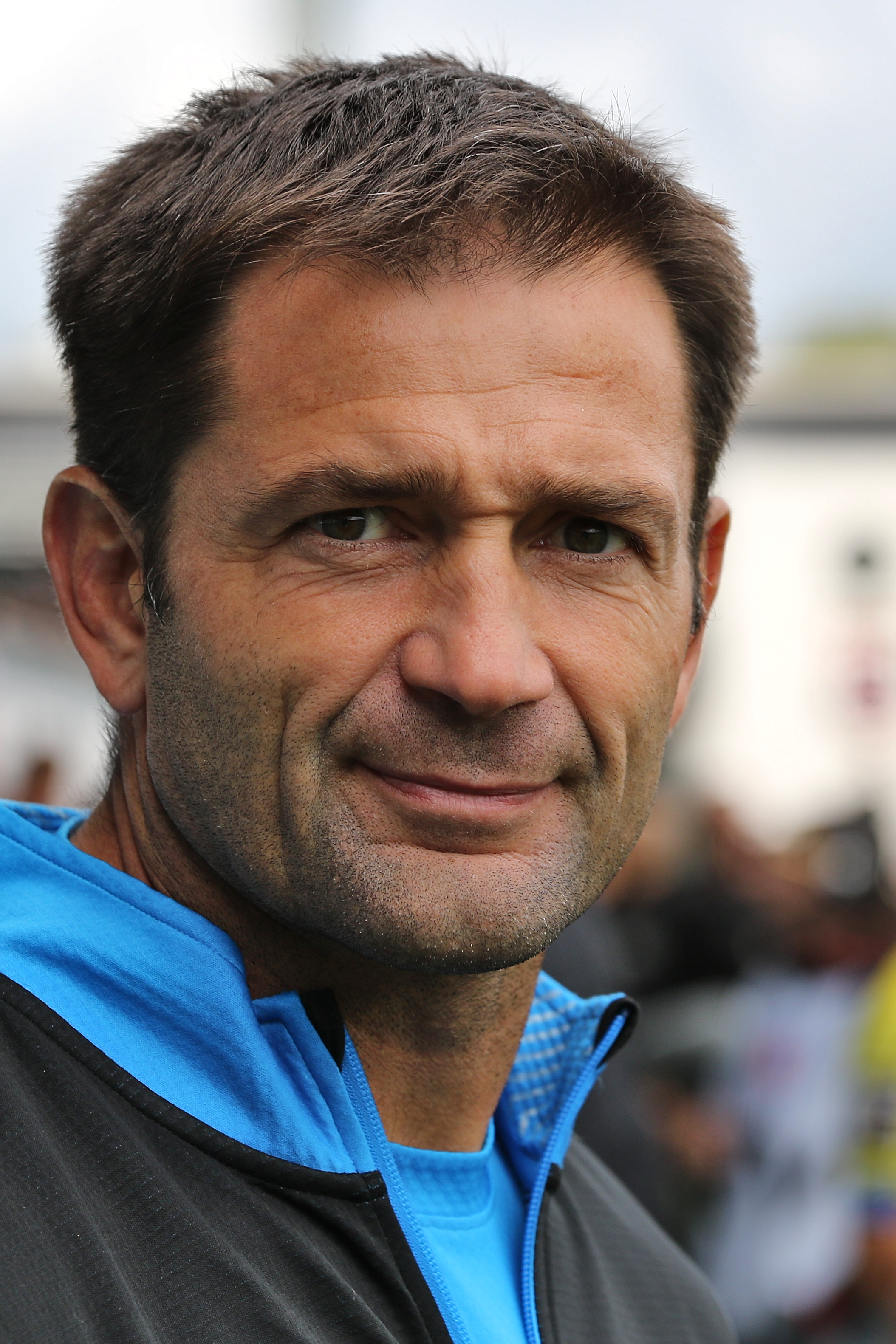
Franck Azéma, entraîneur de Benson Stanley de 2012 à 2017, le fait revenir à l'ASM en 2020 pour intégrer le staff.

Il joue d'abord avec l'équipe de la province d'Auckland et en Super 14 avec les Blues.
Il est membre de la « tribu Stanley » de rugby qui comprend Chase, Kyle et Jamie, joueurs professionnels de rugby à XIII dans l'équipe de St. George Illawarra Dragons, l'oncle Joe, vingt-sept fois All Black, et le cousin Jeremy, international également à 3 reprises. Il est aussi le frère de Winston qui évolue à la Western Force.
Il obtient sa première cape avec les All Blacks le 12 juin 2010 lors d'un match contre l'Irlande. En 2012, il rejoint le championnat de France sous le maillot de l'ASM Clermont Auvergne.
Début octobre 2014, il prolonge avec l'ASM pour deux saisons supplémentaires soit jusqu'en 2017. Il rejoint la Section paloise à la fin de la saison 2017. En 2019, il est prolongé en tant que joker Coupe du monde jusqu'au 10 novembre 2019. Il n'est pas conservé après ce contrat. Il signe alors avec l'US Montauban en tant que joker médical de Riaan Swanepoel.
En 2020, il intègre l'encadrement de l'ASM Clermont Auvergne, toujours dirigé par son ancien entraîneur Franck Azéma. Il est responsable de l'organisation défensive.
Il est réputé pour être un défenseur rugueux, très dur sur l'homme et est rarement prit à défaut en un contre un.

## Carrière

### En club
- 2003-2012 : Auckland
- 2008-2012 : Blues (Super 14)
- 2012-2017 : ASM Clermont Auvergne
- 2017 - novembre 2019 : Section paloise
- Novembre 2019 - 2020 : US Montauban

### En sélection
Il obtient sa première cape avec les All Blacks le 12 juin 2010 lors d'un match contre l'Irlande et sa dernière le 26 juin 2010 face au Pays de Galles.

## Palmarès

### En club
- Vainqueur du National Provincial Championship en 2005 et 2007 avec Auckland.
- Champion de France en 2016-2017 avec l'ASM Clermont Auvergne.
- Vice-champion d'Europe avec l'ASM Clermont Auvergne en 2012-2013, 2014-2015, 2016-2017.
- Finaliste du Championnat de France en 2014-2015 avec l'ASM Clermont Auvergne.

### En sélection
- 3 sélections en 2010.